# Casa da mãe Joana
Casa da mãe Joana é uma expressão de língua portuguesa que significa "o lugar ou situação onde vale tudo; sem ordem; onde predomina a confusão, a balburdia e a desorganização".
A sua origem mais provável remontará ao século XIV, por alusão a uma famigerada ordenação de D.ª Joana I, rainha de Nápoles e condessa de Provença, que estipulou os estatutos dos bordéis de Avinhão.

## Origem
Ensina Câmara Cascudo que a expressão se deve a Joana I de Nápoles, que viveu na Idade Média entre 1326 e 1382 e foi rainha de Nápoles e condessa de Provença. 
Em 1347, Joana regulamentou os bordéis da cidade de Avinhão, em França, onde então vivia. Uma das normas, destes estatutos por si promulgados, dizia: "O lugar terá uma porta por onde todos possam entrar".
Transposta para Portugal, a expressão "paço-da-mãe-joana" tornou-se sinónimo de prostíbulo. Teófilo Braga, na sua obra etnográfica "Costumes Crenças e Tradições, Vol II", de 1885, refere que a expressão ainda era de uso comum nos Açores, nos finais do século XIX.
Trazida para o Brasil, o termo "paço", por não ser da linguagem popular, foi substituído por "casa". Desse modo, surgiu a expressão "casa da mãe Joana", a qual serviu, por extensão, para indicar o lugar ou situação em que cada um faz o que quer; onde imperam a desordem e a desorganização.
Este termo, pode também querer dizer que tal casa não possui janelas nem portas; onde todos entram e saem sem pedir licença, imperando, portanto indisciplina e desrespeito, dentre outros.

## Abonações históricas
João Baptista Silva Lopes, na sua obra Corografia, ou, Memoria económica, estadistica, e topográfica do Reino do Algarve, faz o relato a respeito do primeiro prostíbulo legal, aberto no Reino dos Algarves, sob domínio português. O qual, à época, era referido popularmente como "paço-da-mãe-joana". 
Trata-se da Mancebia aberta pelo segundo conde de Vila Nova de Portimão, D. Martinho de Castello Branco, camareiro-mor de el-rei D. Manuel I, vedor da fazenda real e preferido do rei.
A 6 de Maio de 1516, este nobre recebeu o privilégio régio para abrir e explorar um prostíbulo na dita vila, sob condição de manter as "mancebas" (mulheres de costumes fáceis), apartadas das mulheres casadas e de bons costumes. Os rendimentos da exploração da dita casa reverteram a favor deste conde e dos seus descendentes, livres e isentos de quaisquer sindicâncias ou controlos por parte da justiça ou do clero.